# موزه گیتارها
موزه گیتارها (به سوئدی: Guitars – the Museum) یک موزه مخصوص موسیقی در شهر اومئو، سوئد است.
این موزه در سال ۲۰۱۴ در رابطه با پایتخت فرهنگی اروپا افتتاح شده است، ساختمان این موزه در سال ۱۹۰۴ ساخته شده است و در گذشته ساختمان یک مدرسه بوده است.. در موزه گیتارها مجموعه‌هایی از گیتار و گیتار الکتریک (دهه ۱۹۵۰ و ۱۹۶۰ میلادی) نگه‌داری می‌شود. این موزه با داشتن بیش از ۵۰۰ گیتار در نوع خود از بزرگترین موزه‌های گیتار در جهان محسوب میشود.